# Воля або смерть!
«Воля або смерть!» — український документальний фільм про відомий вислів.

## Інформація про фільм
У фільмі зібрані три драматичні історії вояків Української повстанської армії: зв'язкової головного командира УПА Романа Шухевича, яка розповідає про те, як насправді була налагоджена робота в лавах УПА, двох братів-упівців, один із яких досі береже довірену йому під час війни таємницю, та романтична історія кохання вояка УПА і сільської вчительки, яка переховувала свого коханого 40 років.